# Waking Up: A Guide to Spirituality Without Religion
Waking Up: A Guide to Spirituality Without Religion är en bok skriven av Sam Harris, utgiven 2014. Boken är delvis memoar och delvis en utforskning av de vetenskapliga grunderna för andlighet. 